# Ricky Bornschein
Ricky Bornschein (* 17. September 1999 in Naumburg (Saale)) ist ein deutscher Fußballspieler.

## Karriere
Bornschein stammt aus Merseburg in Sachsen-Anhalt und durchlief seine fußballerische Ausbildung zunächst beim SV Blau-Weiß Zorbau, bevor er sich bei der zweiten Mannschaft der SpVgg Greuther Fürth weiterentwickelte. Zur Saison 2024/25 wechselte er zum FC Erzgebirge Aue und unterschrieb einen Zweijahresvertrag.

## Sonstiges
Im April 2025 wurde bei ihm Krebs diagnostiziert.